# Primera División 1970 (Mexico)
In 1970 werd het 28ste seizoen gespeeld van de Primera División, de hoogste voetbalklasse van Mexico. De competitie werd opgesplitst in twee fases. De eerste fase werd gespeeld van 4 februari tot 10 mei en werd voor het WK gespeeld, dat dat jaar in Mexico plaats vond. Na het WK werd de tweede fase gespeeld van 8 juli tot en met 11 oktober. De zestien teams werden over twee groepen verdeeld. Na de eerste fase speelde de top vier van elke groep nog tegen elkaar in de kampioenengroep, de acht andere clubs speelden een troosttoernooi tegen elkaar, zonder inzet. De competitie heette voor dit jaar Torneo México. Cruz Azul werd kampioen. 

## Eerste fase

### Groep 1
| Plaats | Club        | Wed. | W | G | V | Saldo | Ptn. |
| ------ | ----------- | ---- | - | - | - | ----- | ---- |
| 1.     | Torreón     | 14   | 5 | 7 | 2 | 22:16 | 17   |
| 2.     | Monterrey   | 14   | 5 | 6 | 3 | 16:21 | 16   |
| 3.     | Guadalajara | 14   | 7 | 1 | 6 | 27:18 | 15   |
| 4.     | León        | 14   | 5 | 5 | 4 | 25:20 | 15   |
| 5.     | UNAM        | 14   | 4 | 6 | 4 | 20:21 | 14   |
| 6.     | Oro         | 14   | 6 | 2 | 6 | 15:18 | 14   |
| 7.     | Veracruz    | 14   | 5 | 3 | 6 | 25:23 | 13   |
| 8.     | Necaxa      | 14   | 1 | 6 | 7 | 10:23 | 8    |

|  | Geplaatst voor kampioenengroep in de tweede fase |

### Groep 2
| Plaats | Club              | Wed. | W | G | V | Saldo | Ptn.  |
| ------ | ----------------- | ---- | - | - | - | ----- | ----- |
| 1.     | Deportivo Toluca  | 14   | 7 | 3 | 4 | 21:12 | 17    |
| 2.     | Pachuca           | 14   | 6 | 4 | 4 | 15:9  | 16    |
| 3.     | Cruz Azul         | 14   | 7 | 2 | 5 | 13:13 | 16    |
| 4.     | Atlas Guadalajara | 14   | 6 | 4 | 4 | 17:19 | 16    |
| 5.     | América           | 14   | 6 | 2 | 6 | 16    | 15:14 |
| 6.     | Laguna            | 14   | 4 | 4 | 6 | 13:19 | 12    |
| 7.     | Atlante           | 14   | 2 | 7 | 5 | 12:17 | 11    |
| 8.     | Irapuato          | 14   | 4 | 2 | 8 | 15:18 | 10    |

|  | Geplaatst voor kampioenengroep in de tweede fase |

## Tweede fase

### Kampioenengroep
| Plaats | Club              | Wed. | W  | G | V  | Saldo | Ptn. |
| ------ | ----------------- | ---- | -- | - | -- | ----- | ---- |
| 1.     | Cruz Azul         | 14   | 10 | 1 | 3  | 26:15 | 21   |
| 2.     | Guadalajara       | 14   | 7  | 5 | 2  | 21:11 | 19   |
| 3.     | León              | 14   | 7  | 4 | 3  | 22:15 | 18   |
| 4.     | Deportivo Toluca  | 14   | 7  | 3 | 4  | 26:15 | 17   |
| 5.     | Pachuca           | 14   | 6  | 1 | 7  | 21:24 | 13   |
| 6.     | Atlas Guadalajara | 14   | 3  | 4 | 7  | 13:23 | 10   |
| 7.     | Monterrey         | 14   | 2  | 5 | 7  | 13:20 | 9    |
| 8.     | Torreón           | 14   | 2  | 1 | 11 | 12:1  | 5    |

|  | Kampioen |

### Troostgroep
| Plaats | Club     | Wed. | W | G | V | Saldo | Ptn. |
| ------ | -------- | ---- | - | - | - | ----- | ---- |
| 1.     | UNAM     | 14   | 7 | 3 | 4 | 14:8  | 17   |
| 2.     | Laguna   | 14   | 6 | 5 | 3 | 17:12 | 17   |
| 3.     | Veracruz | 14   | 6 | 4 | 4 | 16:13 | 16   |
| 4.     | Atlante  | 14   | 4 | 7 | 3 | 16:13 | 15   |
| 5.     | Irapuato | 14   | 5 | 5 | 4 | 15:17 | 15   |
| 6.     | América  | 14   | 4 | 6 | 4 | 13:12 | 14   |
| 7.     | Necaxa   | 14   | 3 | 5 | 6 | 13:18 | 11   |
| 8.     | Oro      | 14   | 2 | 3 | 9 | 10:21 | 7    |

### Kampioen
| Tornéo Mexico 1970            |
| Mexico                        |
| ----------------------------- |
| CRUZ AZUL Kampioen (2° titel) |